# Большие Пальники
Большие Пальники — деревня в составе Немского района Кировской области.

## География
Находится на расстоянии примерно 20 километров по прямой на восток-северо-восток от районного центра поселка Нема.

## История
Деревня известна с 1802 года под названием Малое Городище. В 1873 году учтено дворов 31 и жителей 227, в 1905 60 и 370, в 1926 82 и 373, в 1950 76 и 274 соответственно, в 1989 80 жителей. До 2021 года входила в Немское сельское поселение Немского района, ныне непосредственно в составе Немского района.

## Население
Постоянное население составляло 48 человек (русские 98 %) в 2002 году, 22 в 2010.